# 禾木村

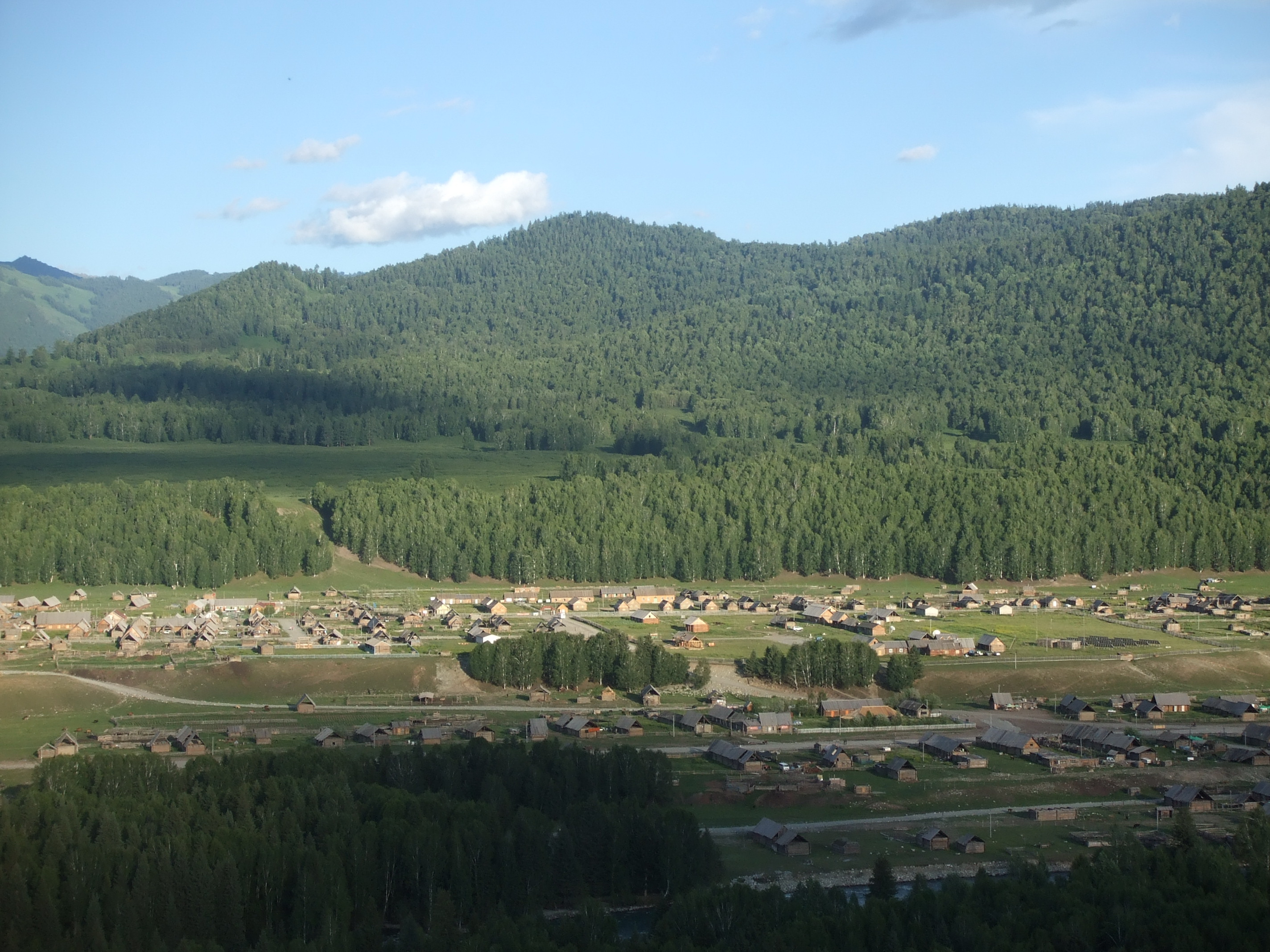
禾木村

禾木新村

48°34′10″N 87°26′04″E / 48.5695°N 87.434361°E
禾木村（卫拉特语：ᠬᠣᠮ）位于中国新疆维吾尔自治区北部，西北面與哈薩克斯坦接壤，距喀納斯河約70公里。行政上属伊犁哈萨克自治州阿勒泰地区布尔津县禾木哈纳斯蒙古族乡，2005年被《華夏地理》雜誌評選為中國最美鄉村之一。
禾木村居民以圖瓦族、哈薩克族為主，主要以遊牧為生。
这里是中國仅存的三个图瓦族村落之一。